# Yukiko Iwai
Yukiko Iwai (del japonés: 岩井由紀子 ‘Iwai Yukiko’), también conocida por su seudónimo: Yūyu o Yuuyu (ゆうゆ, Yūyu) (n. 26 de mayo de 1968 en Tsurumi-ku (Yokohama), Prefectura de kanagawa, Japón) es una actriz, cantante y ex-ídol japonesa, activa en los años 80 y durante la década de 1990. 
Formó parte del grupo ídol Onyanko Club como la miembro número 19. Yūyu era considerada la mascota Chibi del grupo mientras estuvo activa con éste.

## Biografía
En su infancia, tras el divorcio de sus padres, se mudó a Funabashi en la prefectura de Chiba. Terminó sus estudios de educación media-superior en la entonces “Escuela secundaria y preparatoria para señoritas Kaetsu” y se matriculó en la “Universidad de Kaetsu” en Tokio. No obstante, abandonó la misma antes de graduarse.

### Onyanko Club
En 1985 obtuvo su primera oportunidad en el medio artístico como Gravure. A pesar de esto, en sus inicios solo realizó modelaje vistiendo ropa militar y de estilo cosplayer, para una revista llamada; Model Graphix. En esta se desempeñaba su hermana mayor como parte del comité editorial. Tras una audición en el programa televisivo: Yuyake Nyan Nyan debutó el 21 de junio del mismo año y apareció en la primera portada del álbum de Onyanko Club, titulado: Kick Off.

### Ushiroyubi Sasaregumi
Meses después formó un dúo junto a Mamiko Takai nombrado: “Ushiroyubi Sasaregumi”, fue en este lapso donde adquirió su sobrenombre Yuyu. Se dice que ella y Takai no se llevaban bien, rumor que confirmó en una entrevista. Iwai percibía, a su juicio, que Takai tenía “privilegios” en el grupo que Yasushi Akimoto le brindaba, situación que la incomodó.
Desde entonces Yuyu pasó a ser la voz principal del 5 sencillo "Osaki ni Shitsurei" y se convirtió en la vocalista principal del mismo para la mayoría de los temas del grupo, así como la base que las condujo al éxito.
El 25 de marzo de 1987 realizó su debut como solista, con el lanzamiento de su single: (天使のボディーガー, Tenshi no Bodigaado). Un mes después, Ushiroyubi Sasaregumi se disolvió debido a que Mamiko Takai se graduó del grupo, finalizando sus actividades con el mismo. En julio de ese año liberó su primer álbum de estudio.

### Carrera posterior
Onyanko Club se separó en septiembre de 1987, por lo que Iwai formó parte de la compañía Watanabe Productions junto a su compañera Sonoko Kawai. Poco después liberó tres álbumes más en solitario, en tan solo 1 año, y realizó su primer y único concierto como solista en marzo de 1988. 
En 1990, Taito lanzó un videojuego donde fue la protagonista, el mismo llevó por título el nombre: Yūyu no Quiz de Go! Go! y se estrenó en la consola Super Nintendo. También fungió como imagen para los stands de la empresa. Además, colaboró en conferencias de máquinas arcade y consolas.
Después enfocó su carrera como conductora y reportera en programas de variedades de género. Apareció igualmente en múltiples comerciales de TV.

## Vida personal
A fines de los años 80, tuvo un noviazgo de larga duración con el actor Hideyuki Nakayama, sin embargo, terminaron separandose. Posteriormente, en 1997 contrajo nupcias con un empresario y tras este hecho se retiró del mundo del espectáculo. De este matrimonio procreó dos hijos. Su hermana, que es cuatro años mayor que ella se llama: Akiko.

## Actualidad
En el año 2002 liberó junto a sus excompañeras un single juntas, que se tituló: "Shoumikigen". Al año siguiente publicó con las chicas un calendario conmemorativo. En 2007 tuvo una fugaz reaparición en un programa de TV donde contactaron con ella vía telefónica, pero no apareció físicamente. En la actualidad ha realizado algunas apariciones esporádicas fuera del ambiente artístico.

## Discografía

### Álbumes de estudio
| 29 de julio de 1987     | Yuuyu        |
| 16 de diciembre de 1987 | Iya!         |
| 21 de julio de 1988     | Summer Tasty |
| 21 de julio de 1988     | Kotteru Ne!  |

### Sencillos
| 25 de marzo de 1987     | Tenshi no Bodyguard (Yuuyu with Onyanko Club) |
| 22 de julio de 1987     | -3 °C                                         |
| 22 de octubre de 1987   | 25 cent no Mangetsu                           |
| 21 de enero de 1988     | Tsuite Ikenai ~Ganbare Boyfriend~             |
| 21 de abril de 1988     | Hidarimune Atari                              |
| 27 de julio de 1988     | Sayonara Shigan                               |
| 30 de noviembre de 1988 | Hoshizora no Gangster                         |
| 8 de febrero de 1989    | Mouichido Peter Pan                           |

### Mejores álbumes
| 21 de marzo de 1989   | Best Damon Ne!                                                         |
| 20 de febrero de 2002 | My Kore!kushon YuuYu Best                                              |
| 19 de mayo de 2004    | 87-89 Bokura no Best Ushiroyubi Dai Hyakka package 3 "Yuuyu" da Mon ne |
| 17 de agosto de 2007  | Yuuyu Singles Complete                                                 |
| 16 de julio de 2008   | Yuuyu Kousen + Single Collection                                       |
| 21 de abril de 2010   | My Kore! Lite Yuuyu                                                    |

### Compilaciones / Otros
| 24 de febrero de 1999    | J-POP Hit Parade HISTORY OF wp 1986~1998           |
| 19 de septiembre de 2002 | My Kore! Kushon Catalog VOL.2                      |
| 4 de diciembre de 2002   | BOMB presents "Eien no '80 Otakara Idol Ooshuugou! |

### Conciertos
| 1 de marzo de 1988 | Yuuyu First Concert Bokura wa Genki na Yuuyu In |

### PhotoBooks
| 1987 | Yuuyu                 |
| 1988 | Hidari Mune Atari     |
| 1991 | Yukiko Amairo no Toki |

### Videojuego
| 1990 Arcade Version               | Yūyu no Quiz de Go! Go! |
| 10 de julio de 1992 Super Famicom | Yūyu no Quiz de Go! Go! |